# タジェフ (小惑星)
タジェフ (8446 Tazieff) は小惑星帯にある小惑星。ニコライ・チェルヌイフがクリミア天体物理天文台で発見した。
ポーランド生まれのベルギーの火山学者で、『地球は燃える』などの火山を扱った記録映画を製作監督したアルーン・タジェフ (en:Haroun Tazieff) から命名された。